# غاف كروي
غاف كروي (الاسم العلمي: Prosopis globosa)، نوع من أشجار البقولية. موطنها المناطق القاحلة في أمريكا الجنوبية.